# إيغور غوميز (لاعب كرة قدم مواليد 1999)
إيغور غوميز (بالبرتغالية: Igor Gomes) هو لاعب كرة قدم برازيلي في مركز الوسط، ولد في 17 مارس 1999 في ساو جوزية دو ريو بريتو في البرازيل. لعب مع نادي ساو باولو.

## وصلات خارجية
- إيغور غوميز على موقع إي إس بي إن إف سي (الإنجليزية)
- إيغور غوميز على موقع قاعدة بيانات كرة القدم.إي يو (الإنجليزية)
- إيغور غوميز على موقع Soccerway.com (الإنجليزية)
- إيغور غوميز على موقع عالم كرة القدم.نت (الإنجليزية)